# Microplitis karakurti
Microplitis karakurti är en stekelart som beskrevs av Rossikov 1904. Microplitis karakurti ingår i släktet Microplitis och familjen bracksteklar. Inga underarter finns listade i Catalogue of Life.